# Alvise Francesco Mocenigo
Alvise Francesco Mocenigo (Venezia, 9 settembre 1799 – Alvisopoli, 13 novembre 1884) è stato un politico e imprenditore italiano.

## Biografia
Era nato dalla relazione tra il colonnello austriaco M. Plunkett e Lucia Memmo, moglie del conte Alvise Mocenigo. Plunkett era giunto a Venezia nel 1798 al seguito del generale von Wallis e conobbe la Memmo durante una delle tante assenze del marito; il militare morì durante la seconda battaglia di Zurigo il 25 settembre 1799, qualche tempo dopo la nascita del bambino che fu battezzato come Massimiliano Cesare Francesco. Nel 1803 il Mocenigo venne a sapere della sua esistenza e decise di riconoscerlo anteponendogli anche il nome Alvise, come era consuetudine nella sua casata. Il fatto destò un certo scalpore e vide la netta contrarietà della Chiesa di Venezia la quale ratificò la scelta del Mocenigo solo nel 1812 su iniziativa dell'antipatriarca filo-francese Stefano Bonsignori.
Alvise Francesco divenne così l'unico erede del conte Mocenigo (il quale aveva avuto solo un figlio, morto in tenera età di polmonite, e una figlia naturale). Riconosciuto conte dell'Impero austriaco, intraprese una brillante carriera come ufficiale di cavalleria, diplomatico e incaricato d'affari in Assia-Kassel.
Si preoccupò, inoltre, di rilanciare le tenute del padre putativo, in particolare quelle di Alvisopoli e delle Valli Mocenighe, e restaurò i palazzi Mocenigo di San Samuele. Sostenne, in aggiunta, alcune moderne iniziative quali la costruzione della ferrovia Ferdinandea (l'attuale Venezia-Milano), il consorzio per i canali navigabili, l'introduzione dei rimorchiatori a vapore nel porto di Malamocco e la diffusione dell'illuminazione a gas.
Di idee liberali, fu socio dell'Ateneo Veneto negli anni in cui vi venivano organizzati i moti di Daniele Manin e Niccolò Tommaseo. Prese parte quindi alla Repubblica di San Marco (nonostante avesse sposato Clementina, figlia del governatore Johann Baptist Spaur) e fu nominato colonnello di una legione della guardia civica. Fu tra i sostenitori dell'unione al Regno di Sardegna ma lasciò Venezia quando l'iniziativa fallì, passando a Firenze. Negli anni 1850 tornò a partecipare alla politica Lombardo-Veneta come deputato della Congregazione Provinciale e della Congregazione Centrale.
Dopo l'annessione del Veneto al Regno d'Italia fu più volte consigliere provinciale e comunale.